# Scott Schiller
Scott Bradley Schiller (ur. 12 lutego 1992) – amerykański zapaśnik walczący w stylu wolnym. Brązowy medalista mistrzostw panamerykańskich w 2016 roku.
Zawodnik West Fargo High School i University of Minnesota. Trzy razy All-American (2013–2015) w NCAA Division I; trzeci w 2014; czwarty w 2015; piąty w 2013 roku.